# Tarsch (Latsch)
Tarsch (italienisch Tarres; südtirolerisch Toorsch) ist eine Fraktion der Gemeinde Latsch in Südtirol, Italien.

## Geografie

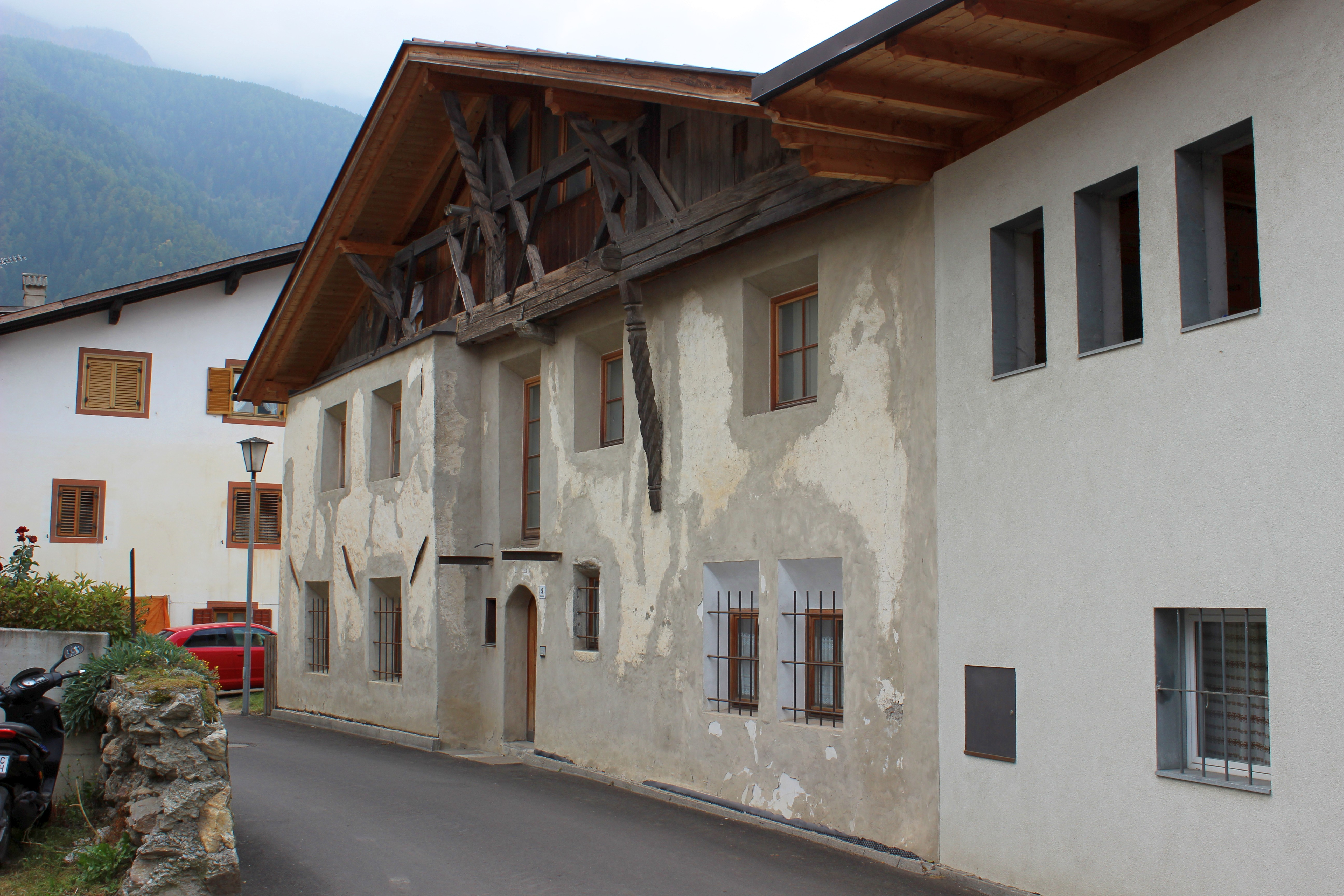
Oberes Plattgut in Tarsch

Das 690 Einwohner zählende Dorf liegt im Vinschgau auf einem Schwemmkegel auf der orographisch rechten, südlichen Talseite des Etschtals. Die Ortschaft befindet sich am Fuß des hier im Nationalpark Stilfserjoch unter Schutz gestellten Nördersbergs in etwa 800 m Meereshöhe. Der Gemeindehauptort Latsch liegt rund 1,5 Kilometer nordwestlich. Das Ortsbild ist geprägt von zahlreichen Gassen und Gässchen, weshalb Tarsch auch als Dorf der tausend Gassen bezeichnet wird. Die Gassen dienten in der Vergangenheit zur Bewässerung, in dem über sie das Wasser auf die Felder geleitet wurde. Damit das Wasser nicht durch Verdunstung und Versickerung verloren ging, wurden die Gassen bereits früh gepflastert.

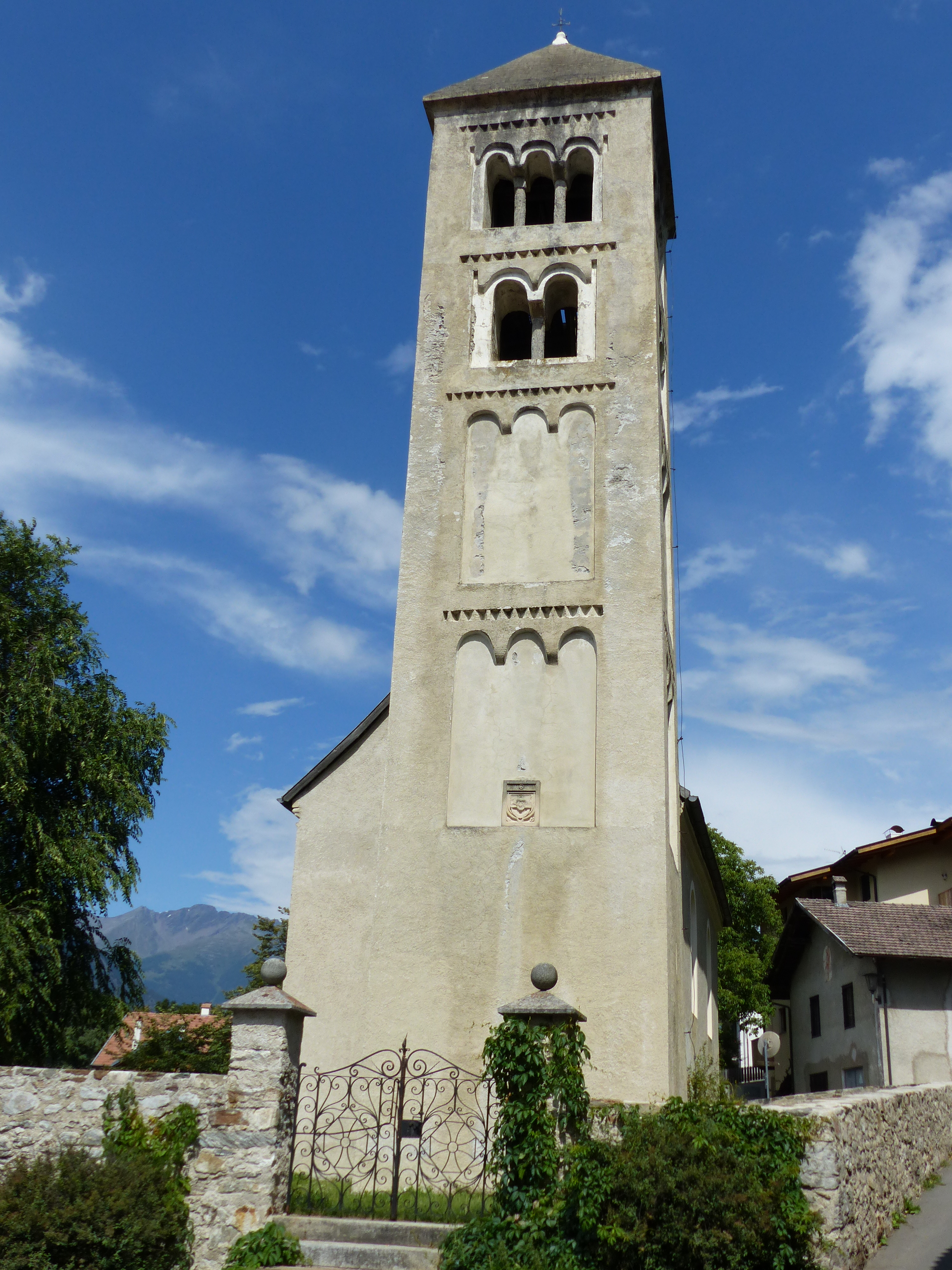
Kirche St. Karpophorus in Tarsch

## Geschichte
Erstmals 1235 als „de Taro“ urkundlich erwähnt, wobei der Ort aufgrund der fruchtbaren Lage auf einem Schwemmkegel wahrscheinlich wesentlich älter ist. Tarsch wurde in seiner Geschichte mehrmals durch Murgänge verwüstet.
Bis 1928 war Tarsch eine eigenständige Gemeinde, ehe sie im Rahmen der 1927 beschlossenen faschistischen Gemeindereform, mit der über 2000 Gemeinden unter 2000 Einwohnern im Königreich Italien eingemeindet wurden, der Gemeinde Latsch angeschlossen wurde.

## Sehenswürdigkeiten
- St.-Karpophorus-Kirche, romanische Saalkirche mit einem der schönsten romanischen Kirchtürme in Südtirol. Erstmals im 13. Jahrhundert erwähnt, geht das heutige Aussehen der unter Denkmalschutz stehenden Kirche auf mehrere Umbauten im 18. und 20. Jahrhundert zurück. Im Inneren Werke des Tiroler Barockmalers Simon Ybertracher.[3][4]

## Bildung
In Tarsch gibt es eine Grundschule für die deutsche Sprachgruppe.

## Persönlichkeiten
- Martin Pohl (* 1961 in Tarsch), Maler und Künstler